# 北山音乐节
北山音乐节（英語：Beishan Music Festival）是在珠海市举办的一個音樂盛会，2010年起由珠海市北山文化创意产业园创办，北山音乐节包含北山国际爵士音乐节和北山世界音乐节。音乐节期间除现场音乐演出，也有音乐工作坊和画展等其他艺术活动。

## 举办场地
北山音乐节在北山文化创意产业园内的北山会馆和北山戏院举行，该产业园位于珠海市南屏镇北山村内，是一座非营利的综合艺术中心，其前身是具有100历史的北山乡公庙旧址。

## 过往历史

### 2013年
第三届北山世界音乐节，于 2012年10月19-20日举办。有来自欧、美、亚三大洲的13个国家及地区的30余位音乐人参演，包括丹麦爵士组合Girls in Airports、美国的NINA VAN HORN、马来西亚的民谣女歌手Liyana Fizi、中国广西的米粉乐队、香港maRK乐团、台湾“世界轨迹乐团”、韩国及瑞典的爵士巨星罗玧宣和 Ulf Wakenius、克罗地亚Ines é Joe - Duo Brasileiro。
第四届北山国际爵士音乐节，于2013年9月27-28日举行。参加演出的音乐人包括：荷兰歌手以及2010年鹿特丹荷兰音乐大使Ntjam Rosie、韩国爵士乐钢琴家Jangeun Bae、巴西音乐人Diego Figueiredo、荷兰电子狂人摇摆爵士乐队The Buzz Bros Band，以及瑞士长号演奏家Samuel Blaser等。

### 2014年
第四届北山世界音乐节，于2014年4月19-20日举行。参加演出的音乐人包括：法国吉他音乐人、作曲家Ray Lema、美国音乐人Kim Angelis以及荷兰乐队Spiral Trio等。